# Athous
Genre
Athous est un genre d'insectes de l'ordre des coléoptères et de la famille des élatéridés.

## Liste des espèces européennes
- Athous (Athous) cingulatus Miller 1881
- Athous (Athous) densatus Reitter 1905
- Athous (Athous) haemorrhoidalis (Fabricius 1801)
- Athous hirtus = Hemicrepidius hirtus (Herbst, 1784)
- Athous (Athous) ineptus Candèze 1860
- Athous (Athous) limoniiformis Candèze 1865
- Athous (Athous) nigricornis Brisout 1866
- Athous (Athous) rubrotestaceus Desbrochers des Loges 1871
- Athous (Athous) vittatoides Reitter 1905
- Athous (Athous) vittatus (Gmelin 1790)
- Athous (Euplathous) canus (Dufour 1843)
- Athous (Euplathous) dejeani (Laporte de Castelnau 1840)
- Athous (Euplathous) frigidus Mulsant & Guillebeau 1855
- Athous (Euplathous) iablokoffi Leseigneur 1972
- Athous (Euplathous) mandibularis (Dufour 1843)
- Athous (Euplathous) proximus Hampe 1864
- Athous (Euplathous) villardi Carret 1904
- Athous (Haplathous) angulifrons Reitter 1905
- Athous (Haplathous) austriacus Desbrochers des Loges 1873
- Athous (Haplathous) barthei Leseigneur 1958
- Athous (Haplathous) belloi Guglielmi & Platia 1985
- Athous (Haplathous) brevicornis Desbrochers des Loges 1871
- Athous (Haplathous) cachecticus Candèze 1860
- Athous (Haplathous) carpathicus Reitter 1905
- Athous (Haplathous) cavifrons L.Redtenbacher 1858
- Athous (Haplathous) corcyreus Reitter 1905
- Athous (Haplathous) corsicus Reiche 1861
- Athous (Haplathous) crassicornis Candèze 1860
- Athous (Haplathous) csikii Platia 2001
- Athous (Haplathous) delmastroi Platia & Gudenzi 1998
- Athous (Haplathous) dilaticornis Reitter 1905
- Athous (Haplathous) dilutus (Illiger 1807)
- Athous (Haplathous) emaciatus Candèze 1860
- Athous (Haplathous) euxinus Buysson 1892
- Athous (Haplathous) filicornis Dufour 1851
- Athous (Haplathous) flavipennis Candèze 1860
- Athous (Haplathous) hilfi Reitter 1912
- Athous (Haplathous) incognitus Platia 1988
- Athous (Haplathous) kerkyranus Reitter 1905
- Athous (Haplathous) korabicus Csiki 1940
- Athous (Haplathous) laevistriatus (Dufour 1851)
- Athous (Haplathous) lepontinus Schwarz 1900
- Athous (Haplathous) longicornis Candèze 1865
- Athous (Haplathous) magnanii Guglielmi & Platia 1985
- Athous (Haplathous) marginicollis Reitter 1890
- Athous (Haplathous) melanoderes Mulsant & Guillebeau 1855
- Athous (Haplathous) mollis Reitter 1889
- Athous (Haplathous) monilicornis Schwarz 1897
- Athous (Haplathous) osellai Guglielmi & Platia 1985
- Athous (Haplathous) pacei Guglielmi & Platia 1985
- Athous (Haplathous) panellai Platia & Schimmel 1991
- Athous (Haplathous) pfefferi Roubal 1932
- Athous (Haplathous) protoracicus Platia & Schimmel 1991
- Athous (Haplathous) pyrenaeus Candèze 1865
- Athous (Haplathous) reynosae Brisout 1866
- Athous (Haplathous) ruteri Chassain 1985
- Athous (Haplathous) settei Guglielmi & Platia 1985
- Athous (Haplathous) spalatrensis Reitter 1894
- Athous (Haplathous) subfuscus (O.F. Müller 1764)
  - Athous (Haplathous) subfuscus jugoslavicus Dolin 1983
  - Athous (Haplathous) subfuscus subfuscus (O.F. Müller 1764)
- Athous (Haplathous) talamellii Platia & Gudenzi 1998
- Athous (Haplathous) tauricola Reitter 1905
- Athous (Haplathous) tauricus Candèze 1860
- Athous (Haplathous) transsylvanicus Platia 2001
- Athous (Haplathous) turcicus Reitter 1905
- Athous (Haplathous) villiger Mulsant & Guillebeau 1855
- Athous (Haplathous) villosulus Desbrochers des Loges 1875
- Athous (Haplathous) zebei Bach 1854
- Athous (Neonomopleus) chloroticus Candèze 1865
- Athous (Neonomopleus) discors Reitter 1904
- Athous (Neonomopleus) elongatus Brisout 1866
- Athous (Neonomopleus) escorialensis Mulsant & Guillebeau 1856
- Athous (Neonomopleus) kiesenwetteri (Schaufuss 1862)
- Athous (Neonomopleus) longissimus Reitter 1904
- Athous (Neonomopleus) martinezi Reitter 1904
- Athous (Neonomopleus) procerus (Illiger 1807)
- Athous (Neonomopleus) recticollis Graells 1858
- Athous (Neonomopleus) tenuis Brisout 1866
- Athous (Orthathous) acutangulus Fairmaire 1866
- Athous (Orthathous) albanicus Csiki 1940
- Athous (Orthathous) angustulus Candèze 1860
- Athous (Orthathous) apfelbecki Reitter 1905
- Athous (Orthathous) azoricus Platia & Gudenzi 2002
- Athous (Orthathous) balcanicus Reitter 1905
- Athous (Orthathous) barriesi Platia & Gudenzi 1996
- Athous (Orthathous) bicolor (Goeze 1777)
- Athous (Orthathous) binaghii Platia 1984
- Athous (Orthathous) bolivari Reitter 1904
- Athous (Orthathous) bolognai Guglielmi & Platia 1985
- Athous (Orthathous) brisouti Sánchez-Ruiz 1996
- Athous (Orthathous) bulgaricus Platia 2001
- Athous (Orthathous) campyloides Newman 1833
- Athous (Orthathous) cantabricus Schaufuss 1861
- Athous (Orthathous) carpathophilus Reitter 1905
- Athous (Orthathous) caviformis Reitter 1905
- Athous (Orthathous) cavus (Germar 1817)
- Athous (Orthathous) cervicolor Heyden 1880
- Athous (Orthathous) chamboveti Mulsant & Godart 1868
- Athous (Orthathous) croaticus Platia & Gudenzi 2002
- Athous (Orthathous) curtulus Desbrochers des Loges 1873
- Athous (Orthathous) dasycerus Buysson 1890
- Athous (Orthathous) debilis Reiche 1869
- Athous (Orthathous) difficilis (Dufour 1843)
- Athous (Orthathous) distinctithorax Desbrochers des Loges 1873
- Athous (Orthathous) dorgaliensis Buysson 1912
- Athous (Orthathous) durazzoi Platia 1985
- Athous (Orthathous) eckerleini Platia & Gudenzi 2000
- Athous (Orthathous) edirnensis Platia & Gudenzi 2000
- Athous (Orthathous) epirus Stierlin 1875
- Athous (Orthathous) freudei Platia 1989
- Athous (Orthathous) gagliardii Platia 1988
- Athous (Orthathous) galiberti Buysson 1918
- Athous (Orthathous) gallicus Platia & Gudenzi 2000
- Athous (Orthathous) ganglbaueri Schwarz 1897
- Athous (Orthathous) gerezianus Reitter 1905
- Athous (Orthathous) gobanzi Reitter 1905
- Athous (Orthathous) goriciensis Reitter 1905
- Athous (Orthathous) gottwaldi Lohse 1978
- Athous (Orthathous) graecus Platia 1989
- Athous (Orthathous) harmodius Reitter 1905
- Athous (Orthathous) herbigradus Reitter 1905
- Athous (Orthathous) holtzi Reitter 1905
- Athous (Orthathous) insularis Desbrochers des Loges 1869
- Athous (Orthathous) jejunus Kiesenwetter 1858
- Athous (Orthathous) judicariensis Schwarz 1900
- Athous (Orthathous) kaszabi Dolin 1986
- Athous (Orthathous) kruegeri Reitter 1905
- Athous (Orthathous) leonhardi Reitter 1905
- Athous (Orthathous) lomnickii Reitter 1905
- Athous (Orthathous) luigionii Platia 1988
- Athous (Orthathous) melonii Platia 1984
- Athous (Orthathous) meuseli Reitter 1905
- Athous (Orthathous) nadari Buysson 1904
- Athous (Orthathous) naseri J. Müller 1916
- Athous (Orthathous) novaki Penecke 1907
- Athous (Orthathous) obsoletus (Illiger 1807)
- Athous (Orthathous) olbiensis Mulsant & Guillebeau 1856
- Athous (Orthathous) pallidus Platia & Gudenzi 2002
- Athous (Orthathous) pedemontanus Platia 1988
- Athous (Orthathous) penevi Platia 2001
- Athous (Orthathous) picipennis Reitter 1905
- Athous (Orthathous) plagipennis Reitter 1905
- Athous (Orthathous) propinquus Buysson 1889
- Athous (Orthathous) samai Guglielmi & Platia 1985
- Athous (Orthathous) senaci Buysson 1889
- Athous (Orthathous) serbicus Reitter 1905
- Athous (Orthathous) silicensis Laibner 1975
- Athous (Orthathous) singularis Reitter 1905
- Athous (Orthathous) sinuatocollis Desbrochers des Loges 1870
- Athous (Orthathous) stoimenovae Platia 2001
- Athous (Orthathous) subtruncatus Mulsant & Guillebeau 1856
- Athous (Orthathous) subvirgatus K. Daniel 1904
- Athous (Orthathous) szombathyi Schenkling1927
- Athous (Orthathous) tomentosus Mulsant & Guillebeau 1855
- Athous (Orthathous) vicinus Desbrochers des Loges 1873
- Athous (Orthathous) vomeroi Platia 1988
- Athous (Orthathous) zappiorum Platia 1985
- Athous (Pleurathous) godarti Mulsant & Guillebeau 1856
- Athous (Pleurathous) uncicollis Perris 1864
- Athous parallelipipedus (Brullé 1832)

## Autres
- Anthous corpulentus à Madagascar
- Anthous dahuricus en Dahurie, Mongolie, Sibérie occidentale et orientale et au nord de la Chine

## Liste d'espèces
Selon NCBI (31 août 2014) :
- Athous bicolor
- Athous haemorrhoidalis
- Athous puncticollis
- Athous rufiventris
- Athous sierrae
  - sous-espèce Athous sierrae varius
- Athous subfuscus
- Athous vittatus

Selon Paleobiology Database (31 août 2014) :
- Athous (Athousiomorphus)
- Athous contusus
- Athous fractus
- Athous holmgreni
- Athous lethalis